# Moutoullás
Moutoullás är en ort i Cypern.   Den ligger i distriktet Eparchía Lefkosías, i den centrala delen av landet, 50 km väster om huvudstaden Nicosia. Moutoullás ligger 693 meter över havet och antalet invånare är 307. Den ligger på ön Cypern.
Terrängen runt Moutoullás är huvudsakligen kuperad, men söderut är den bergig. Trakten runt Moutoullás är glesbefolkad, med 20 invånare per kvadratkilometer. Närmaste större samhälle är Léfka, 14,4 km norr om Moutoullás. 